# Strongylium tenuicolle
Strongylium tenuicolle es una especie de escarabajo del género Strongylium, familia Tenebrionidae, orden Coleoptera. Fue descrita científicamente por Say en 1826.
La especie se mantiene activa durante los meses de enero, abril, mayo, junio, julio, agosto y septiembre.

## Descripción
Mide 12-17 milímetros de longitud.

## Distribución
Se distribuye por Estados Unidos, Canadá, Brasil, México y Sri Lanka.